# Maxime Gohier
Maxime Gohier est un joueur de kayak-polo international français, né le 19 avril 1982 à Saint-Lô.
Il participe de 2001 à 2016 au championnat de France N1 avec l'équipe de Condé-sur-Vire.

## Sélections
Sélections en équipe de France espoir
- Championnats d'Europe moins de 21 ans 2001 : Médaille d'or [3]

Sélections en équipe de France senior
- Championnats du monde 2004 : 4e
- Jeux mondiaux de 2005 : 5e
- Championnats d'Europe 2005 : 5e
- Championnats du monde 2006 : Médaille d'or[4]
- Championnats d'Europe 2007 : Médaille de bronze[5]
- Championnats du monde 2008 : Médaille d'argent [6]
- Jeux mondiaux de 2009 : Médaille d'or
- Championnat du monde 2010 : Médaille d'or
- Championnat d'Europe 2011 : Médaille d'or
- Championnat du monde 2012 : Médaille de bronze
- Jeux mondiaux de 2013 : Médaille d'argent
- Championnat du monde 2014 : Médaille d'or
- Championnat d'Europe 2015 : Médaille de bronze
- Championnat du monde 2016 : Médaille d'argent